# Lindmania navioides
Lindmania navioides är en gräsväxtart som beskrevs av Lyman Bradford Smith. Lindmania navioides ingår i släktet Lindmania och familjen Bromeliaceae. Inga underarter finns listade i Catalogue of Life.